# Municipio de Campbell No. 1
El municipio de Campbell No. 1 (en inglés: Campbell No. 1 Township) es un municipio ubicado en el condado de Greene en el estado estadounidense de Misuri. En el año 2010 tenía una población de 2881 habitantes y una densidad poblacional de 243,56 personas por km².

## Geografía
El municipio de Campbell No. 1 se encuentra ubicado en las coordenadas 37°11′36″N 93°11′26″O / 37.19333, -93.19056. Según la Oficina del Censo de los Estados Unidos, el municipio tiene una superficie total de 11.83 km², de la cual 11,83 km² corresponden a tierra firme y (0 %) 0 km² es agua.

## Demografía
Según el censo de 2010, había 2881 personas residiendo en el municipio de Campbell No. 1. La densidad de población era de 243,56 hab./km². De los 2881 habitantes, el municipio de Campbell No. 1 estaba compuesto por el 96,6 % blancos, el 0,14 % eran afroamericanos, el 0,59 % eran amerindios, el 1,39 % eran asiáticos, el 0,42 % eran de otras razas y el 0,87 % eran de una mezcla de razas. Del total de la población el 1,18 % eran hispanos o latinos de cualquier raza.